# Giovanni Schiaparelli
Giovanni Virginio Schiaparelli (14. března 1835 Savigliano – 4. července 1910 Milán) byl italský astronom. Studoval na Univerzitě v Turíně a na berlínské observatoři a pracoval přes čtyřicet let na observatoři Brera v italském Miláně.

## Život
Giovanni Schiaparelli se zabýval pozorováním objektů ve sluneční soustavě. Při pozorování planety Mars vytvářel názvosloví pro útvary na povrchu (pojmenovával tzv. moře a kontinenty). V roce 1877 se domníval, že zpozoroval dlouhé přímé objekty, které nazýval canali, čímž mínil přírodní koryta či zálivy, ale nesprávným překladem se šířila informace, že objevil na Marsu umělé kanály. Až o mnoho let později se ukázalo, že jeho kanály na Marsu byly optickým klamem způsobeným nekvalitní optikou dalekohledů. Byl také prvním, kdo prokázal, že meteorické roje Perseidy a Leonidy souvisejí s kometami.
26. dubna 1861 objevil planetku (69) Hesperia. Dlouholetým pozorováním planety Merkur se snažil se určit dobu rotace. Zabýval se pozorováním Venuše, Jupiteru, Saturnu, Uranu, planetek a komet.
Jeho praneteř Elsa Schiaparelliová se stala známou módní návrhářkou.

## Glóby
Profesor překládal do italštiny a korigoval glóby firmy Jan Felkl a syn Archivováno 10. 6. 2020 na Wayback Machine. z Roztok u Prahy.

## Ocenění
- Zlatá medaile Královské astronomické společnosti (1872)
- Medaile Catheriny Bruceové Astronomické pacifické společnosti (1902)
- Cotheniova medaile (1876)

Objekty pojmenované po Schiaparellim:
- Planetka (4062) Schiaparelli
- kráter Schiaparelli na Měsíci
- kráter Schiaparelli na Marsu
- modul Schiaparelli na Marsu březen-říjen 2016

členství
- člen Accademia dei Lincei (1870)
- člen-korespondent Bavorské akademie věd (1873)[2]
- člen Senato del Regno (1889)[3]
- korespondující a zahraniční člen Pruské akademie věd (1879/1904)[4]
- zahraniční člen Royal Society (1896)[5]
- člen Accademia della Crusca (1907)[6]
- člen Národní akademie věd Spojených států amerických (1910)